# Saturn-Award-Verleihung 2001
Die 27. Saturn-Award-Verleihung fand am 12. Juni 2001 statt. Erfolgreichste Produktion mit sechs Auszeichnungen wurde X-Men.

## Nominierungen und Gewinner

### Film
| Kategorie                               | Preisträger                                            | Film                            | Nominierungen |
| --------------------------------------- | ------------------------------------------------------ | ------------------------------- | --- |
| Bester Science-Fiction-Film             |                                                        | X-Men                           | The 6th Day The Cell Hollow Man – Unsichtbare Gefahr Space Cowboys Titan A.E. |
| Bester Horrorfilm                       |                                                        | Final Destination               | Wes Craven präsentiert Dracula The Gift – Die dunkle Gabe Requiem for a Dream Düstere Legenden 2 Schatten der Wahrheit |
| Bester Fantasyfilm                      |                                                        | Frequency                       | Chicken Run – Hennen rennen Dinosaurier Family Man Der Grinch Was Frauen wollen |
| Bester Action-/Adventure-/Thriller-Film |                                                        | Tiger and Dragon                | 3 Engel für Charlie Gladiator Der Patriot Der Sturm Traffic – Macht des Kartells Unbreakable – Unzerbrechlich |
| Beste Regie                             | Bryan Singer                                           | X-Men                           | Ridley Scott für Gladiator Ron Howard für Der Grinch Clint Eastwood für Space Cowboys Robert Zemeckis für Schatten der Wahrheit Ang Lee für Tiger and Dragon |
| Bestes Drehbuch                         | David Hayter                                           | X-Men                           | Karey Kirkpatrick für Chicken Run – Hennen rennen Toby Emmerich für Frequency Billy Bob Thornton & Tom Epperson für The Gift – Die dunkle Gabe David Franzoni, John Logan & William Nicholson für Gladiator Wang Hui-Ling, James Schamus & Tsai Kuo Jung für Tiger and Dragon                                                                        |
| Beste Spezialeffekte                    | Scott E. Anderson Craig Hayes Scott Stokdyk Stan Parks | Hollow Man – Unsichtbare Gefahr | Michael Lantieri & David Drzewiecki für The 6th Day Kevin Scott Mack, Matthew E. Butler, Bryan Grill & Allen Hall für Der Grinch Stefen Fangmeier, Habib Zargarpour, Tim Alexander & John Frazier für Der Sturm Michael L. Fink, Michael J. McAlister, David Prescott & Theresa Ellis für X-Men                                                      |
| Beste Musik                             | James Horner                                           | Der Grinch                      | James Newton Howard für Dinosaurier Hans Zimmer & Lisa Gerrard für Gladiator Jerry Goldsmith für Hollow Man – Unsichtbare Gefahr Hans Zimmer & John Powell für Der Weg nach El Dorado Tan Dun & Yo-Yo Ma für Tiger and Dragon |
| Bestes Kostüm                           | Louise Mingenbach                                      | X-Men                           | Eiko Ishioka & April Napier für The Cell Janty Yates für Gladiator Rita Ryack & David Page für Der Grinch Caroline de Vivaise für Shadow of the Vampire Timmy Yip für Tiger and Dragon |
| Bestes Make-Up                          | Rick Baker Gail Rowell-Ryan                            | Der Grinch                      | Rick Baker, Nena Smarz & Edie Giles für Familie Klumps und der verrückte Professor Ann Buchanan & Amber Sibley für Shadow of the Vampire Michèle Burke & Edouard F. Henriques (K.N.B. EFX Group Inc.) für The Cell Alec Gillis, Tom Woodruff Jr., Jeff Dawn & Charles Porlier für The 6th Day Gordon J. Smith & Ann Brodie (FX Smith Inc.) für X-Men |
| Bester Hauptdarsteller                  | Hugh Jackman                                           | X-Men                           | Arnold Schwarzenegger für The 6th Day Russell Crowe für Gladiator Jim Carrey für Der Grinch Clint Eastwood für Space Cowboys Chow Yun-Fat für Tiger and Dragon |
| Beste Hauptdarstellerin                 | Téa Leoni                                              | Family Man                      | Jennifer Lopez für The Cell Cate Blanchett für The Gift – Die dunkle Gabe Ellen Burstyn für Requiem for a Dream Michelle Pfeiffer für Schatten der Wahrheit Michelle Yeoh für Tiger and Dragon |
| Bester Nebendarsteller                  | Willem Dafoe                                           | Shadow of the Vampire           | Dennis Quaid für Frequency Jason Alexander für Die Abenteuer von Rocky & Bullwinkle Giovanni Ribisi für The Gift – Die dunkle Gabe Will Smith für Die Legende von Bagger Vance Patrick Stewart für X-Men |
| Beste Nebendarstellerin                 | Rebecca Romijn-Stamos                                  | X-Men                           | Rene Russo für Die Abenteuer von Rocky & Bullwinkle Cameron Diaz für 3 Engel für Charlie Lucy Liu für 3 Engel für Charlie Hilary Swank für The Gift – Die dunkle Gabe Zhang Ziyi für Tiger and Dragon |
| Bester Nachwuchsschauspieler            | Devon Sawa                                             | Final Destination               | Holliston Coleman für Die Prophezeiung Taylor Momsen für Der Grinch Spencer Breslin für The Kid – Image ist alles Jonathan Lipnicki für Der kleine Vampir Anna Paquin für X-Men |

### Fernsehen
| Kategorie                             | Preisträger    | Film                                    | Nominierungen |
| ------------------------------------- | -------------- | --------------------------------------- | --- |
| Beste Fernsehpräsentation             |                | Fail Safe – Befehl ohne Ausweg          | Dune – Der Wüstenplanet Survivor – Die Überlebende Jason und der Kampf um das Goldene Vlies Hallo, ja bin ich denn der Weihnachtsmann? Witchblade – Die Waffe der Götter                                                                                  |
| Beste Network-Fernsehserie            |                | Buffy – Im Bann der Dämonen             | Angel – Jäger der Finsternis Dark Angel Roswell Star Trek: Raumschiff Voyager Akte X – Die unheimlichen Fälle des FBI |
| Beste Syndication-/Kabel-Fernsehserie |                | Farscape                                | Andromeda Beastmaster – Herr der Wildnis Invisible Man – Der Unsichtbare Outer Limits – Die unbekannte Dimension Stargate – Kommando SG-1 |
| Bester TV-Hauptdarsteller             | Robert Patrick | Akte X – Die unheimlichen Fälle des FBI | Kevin Sorbo für Andromeda David Boreanaz für Angel – Jäger der Finsternis Ben Browder für Farscape Jason Behr für Roswell Richard Dean Anderson für Stargate – Kommando SG-1                                                                              |
| Beste TV-Hauptdarstellerin            | Jessica Alba   | Dark Angel                              | Charisma Carpenter für Angel – Jäger der Finsternis Sarah Michelle Gellar für Buffy – Im Bann der Dämonen Claudia Black für Farscape Sarah Michelle Gellar für Star Trek: Raumschiff Voyager Gillian Anderson für Akte X – Die unheimlichen Fälle des FBI |
| Bester TV-Nebendarsteller             | James Marsters | Buffy – Im Bann der Dämonen             | Alexis Denisof für Angel – Jäger der Finsternis Anthony Head für Buffy – Im Bann der Dämonen Michael Weatherly für Dark Angel Brendan Fehr für Roswell Michael Shanks für Stargate – Kommando SG-1                                                        |
| Beste TV-Nebendarstellerin            | Jeri Ryan      | Star Trek: Raumschiff Voyager           | Juliet Landau für Angel – Jäger der Finsternis Alyson Hannigan für Buffy – Im Bann der Dämonen Michelle Trachtenberg für Buffy – Im Bann der Dämonen Katherine Heigl für Roswell Amanda Tapping für Stargate – Kommando SG-1                              |

### Homevideo
| Kategorie                   | Preisträger | Film                | Nominierungen |
| --------------------------- | ----------- | ------------------- | --- |
| Beste Videoveröffentlichung |             | Prinzessin Mononoke | Ghost Dog – Der Weg des Samurai Godzilla 2000 – Millennium Die neun Pforten God’s Army III – Die Entscheidung Scream 3 |

### Ehrenpreise
| Kategorie                 | Preisträger                                                         | Film | Nominierungen |
| ------------------------- | ------------------------------------------------------------------- | --- | ------------- |
| Special Award             |                                                                     | Shadow of the Vampire (für die Neuinterpretation von Friedrich Wilhelm Murnaus Klassiker Nosferatu – Eine Symphonie des Grauens) |               |
| George Pal Memorial Award | Sam Raimi                                                           | |               |
| Life Career Award         | Brian Grazer Robert Englund                                         | |               |
| President’s Award         | Dustin Lance Black                                                  | My Life with Count Dracula (für die Regiearbeit zu seiner Dokumentation)                                                         |               |
| Service Award             | Bob Burns (für die Sammlung und Restaurierung alter Filmrequisiten) | |               |